# Tarzan et les Naufragés
Tarzan et les Naufragés (Tarzan and the Castaways) est un recueil de trois histoires de l’écrivain américain Edgar Rice Burroughs, le vingt-quatrième de la série de romans de Tarzan. Ces trois courts récits furent d’abord publiés dans des pulp magazines en 1940 et 1941. L’édition reliée fut publiée pour la première fois par Canaveral Press (en) en 1965.

## Contenu

### Tarzan et les Naufragés
Tarzan et les Naufragés (Tarzan and the Castaways) a été écrit au début de novembre 1940 et publié pour la première fois sous forme de feuilleton en trois parties dans Argosy Weekly (entre le 23 août et le 6 septembre 1941) sous le titre "The Quest of Tarzan". L’histoire fut renommée pour le roman éponyme en 1965 pour éviter toute confusion avec un roman précédent, Tarzan's Quest (Tarzan et les Immortels).
Tarzan s’échoue sur une île perdue du Pacifique habitée par le reste d’une civilisation Maya.

### Tarzan et les assassins
Tarzan et les assassins (Tarzan and the Jungle Murders) a été écrit en janvier 1939 et publié pour la première fois dans Thrilling Adventures (en) (juin 1940). 
Tarzan découvre un avion italien dont le pilote est mort, pas de l’accident mais d’une blessure par balle. Des empreintes indiquent à Tarzan que d’autres personnes ont quitté le lieu de l’accident à pieds. Le développement d'un nouveau dispositif qui perturbera le système d'allumage d'un moteur à combustion interne pousse des espions de Russie, d’Italie et d’Angleterre à se battre pour sa possession. Dans le combat pour récupérer les plans, Tarzan est capturé par des cannibales et réussit à fuir en appelant des éléphants à l’aide...

### Tarzan et le Champion
Tarzan et le Champion (Tarzan and the Champion) a été écrit en juillet 1939 et publié pour la première fois dans Blue Book (en) (avril 1940).
Tarzan, son compagnon singe Nkima, le Chef Muviro et les guerriers Waziri affrontent un combattant américain, One-Punch Mullargan, qui est venu en Afrique pour chasser la faune sauvage en utilisant une mitraillette. Tarzan et Mullargan finissent capturés par des cannibales et réussissent à s'échapper grâce à des actes héroïques. Tarzan chasse Mullargan de l’Afrique à la fin de l’histoire.

## Éditions

### Version originale
- Titre : Tarzan and the Castaways
- Parution en livre : Canaveral Press, 1965

### Éditions françaises
- 1995 : Tarzan et les Naufragés, Michel Decuyper (publication à titre amateur)

## Adaptations

### Bande dessinée
Les trois histoires ont été adaptées sous forme de roman graphique par Joe Kubert et publiées par DC Comics :
- Tarzan and the Castaways dans Tarzan n°240 - 243 (août – novembre 1975)[2].
- Tarzan and the Jungle Murders dans Tarzan n°245 - 246 (janvier – février 1976)[3].
- Tarzan and the Champion dans Tarzan n°248 - 249 (avril – mai 1976)[4].